# Siwalan Panji
Siwalan Panji is een bestuurslaag in het regentschap Sidoarjo van de provincie Oost-Java, Indonesië. Siwalan Panji telt 7380 inwoners (volkstelling 2010).